# Højdelager
Et højdelager virker ved at oplagre energi som Potentiel energi.
Mest kendt er en særlig type Vandkraftværk, hvor vand pumpes op i et magasin ved energi-overskud og energien leveres tilbage, når der er behov for den. Dette kan anvendes til at udjævne variationer fra for eksempel vindenergi eller solkraft.
Lagrene bliver ganske store, hvis de skal dække et lands forbrug af el selv i korte perioder, især hvis landet mangler højtliggende bjergsøer.
Eksempelvis kræver en produktion på knap 1 GW (Giga Watt) 100 meters løftehøjde og 1000 m³ vand per sekund - der skulle derfor bruges flere af disse for at dække Danmarks energiforbrug på en vindstille nat.